# هیویزویل (کنتاکی)
هیویزویل (به انگلیسی: Hueysville) یک منطقهٔ مسکونی در ایالات متحده آمریکا است که در شهرستان فلوید، کنتاکی واقع شده‌است. هیویزویل ۲۱۷٫۹۳ متر بالاتر از سطح دریا واقع شده‌است.